# Österreichische Davis-Cup-Mannschaft
Die österreichische Davis-Cup-Mannschaft ist die Tennisnationalmannschaft Österreichs, die im Davis Cup eingesetzt wird. Der Davis Cup ist der wichtigste Wettbewerb für Nationalmannschaften im Herren-Tennis, analog zum Fed Cup bei den Damen.

## Zahlen und Fakten
Seit 1905 nahm Österreich 83-mal mit Unterbrechungen am Davis Cup teil, wobei die letzte Unterbrechung bereits über 60 Jahre (1947) zurückliegt. Bei 155 Einsätzen siegte das Team 72 mal. Der Spieler mit den meisten Siegen (45 Siege, 18 Niederlagen) und Einzelsiegen (36 Siege, 8 Niederlagen) ist Thomas Muster, der erfolgreichste Doppelspieler ist Alex Antonitsch (13-14).
Das beste Resultat in Österreichs Davis-Cup-Geschichte war der Einzug in das Halbfinale 1990, wo man zu Hause gegen die US-amerikanische Davis-Cup-Mannschaft im Ernst-Happel-Stadion mit 2:3 verlor. In jüngerer Vergangenheit ist 2012 das Erreichen des ersten Weltgruppen-Viertelfinales seit 1995 nennenswert.

## Trainer
Die folgende Tabelle enthält die bisherigen Betreuer des Davis-Cup Teams seit 1962:
| Trainer            | Beginn erster Länderkampf | Ende letzter Länderkampf |
| ------------------ | ------------------------- | ------------------------ |
| Walter Wasservogel | 1962                      | 1967                     |
| Kurt Schwendenwein | 1968                      | 1980                     |
| Peter Pokorny      | 1981                      | 1982                     |
| Michael Wrann      | 1983                      | 1988                     |
| Filip Krajcik      | 1989                      | 1991                     |
| Günter Bresnik     | 1992                      | 1993                     |
| Ronnie Leitgeb     | 1994                      | 1997                     |
| Günter Bresnik     | 3. April 1998             | 8. Februar 2004          |
| Thomas Muster      | 24. September 2004        | 24. September 2006       |
| Gilbert Schaller   | 9. Februar 2007           | 18. September 2011       |
| Clemens Trimmel    | 10. Februar 2012          | 14. September 2014       |
| Stefan Koubek      | seit 30. Januar 2015      |                          |